# عبد الهادي عبد الحميد
عبد الهادي عبد الحميد (25 فبراير 1987 في ماليزيا - ) هو لاعب كرة قدم ماليزي في مركز حراسة المرمى. شارك مع منتخب ماليزيا لكرة القدم. أما مع النوادي، فقد لعب مع نادي كيدا دارول أمان وهاريماو مودا ب.

## وصلات خارجية
- عبد الهادي عبد الحميد على موقع قاعدة بيانات كرة القدم.إي يو (الإنجليزية)
- عبد الهادي عبد الحميد على موقع Soccerway.com (الإنجليزية)